# Михайлівка (Тетіївська міська громада)
Миха́йлівка — село в Україні, у Тетіївській міській громаді Білоцерківського району Київської області. Розташоване за 10 км на захід від міста Тетіїв та за 3,5 км від зупинного пункту Друцька. Населення становить 285 осіб (станом на 1 липня 2021 р.).

## Історія
За розповідями старих людей до нас дійшли відомості про назву села Михайлівка. Перша з них про те, що назва села виникла тому, що за річкою Фосою, яка протікала біля села жили три Михайли. У їхніх сім'ях, навіть в один день, народились хлопчики. Продовжувачів роду також нарекли Михайлами, так велів священик, бо народились не в іншу пору. Пізніша легенда пов'язана з хорунжим Михайлом Калитинським, який володів селом.
Поселення села відноситься до стародавніх поселень, яке виникло за часів Київської Русі, близько другої половини XIII ст.
Спершу село було розташоване біля лісу, по ярах, на схилах біля невеликого струмка, що витікає з Ярового лісу (Зруб), там колись була бадя на журавлі, з якої напували всю худобу, виливаючи воду з баді в дерев'яний жолоб. З північної сторони села протікала річка Фоса, яка бере початок з Вовчих ярів, що за станцією Друцька, у бік Погребищ і впадала в Деркач, який з'єднувався з Роською біля хутора Перше Травня.
Село Михайлівка було хліборобським, але були тут і ремісники. На захід за селом, знаходиться криниця, яку в народі називають «біля Хреста», тому що там стояв дубовий хрест, як символ віри та оберіг. Біля Хреста пересікались дороги з Чорновиці на Михайлівку та козацький шлях у напрямку з Довгалівки на Якимівку та Угарів.
Наші предки з 1385 були під владою шляхетської Польщі. В 1590 році наші землі попали під Річ Посполиту, у якій об'єднались Литва, Польща та Україна. В той час сильного гніту зазнали наші землі, що призводило до повстань та визвольної боротьби, розвиток козацтва. Народні заворушення Северина Наливайка в 1594 року. В 1648 році на території Тетіївщини проходило військо Богдана Хмельницького. Населення вступало до козацьких загонів.
Село засноване в 1701 році. Назва походить від імені Михайла Калитинського, який володів Дзвенячим та Михайлівкою на початку XVIII століття.
Коліївщина не обійшла Михайлівку, як і багато інших сіл. В липні 1768 року, коли Тетієвом оволодів загін на чолі з козаком Середененком, до його загону приєдналось багато місцевих жителів, серед яких були і наші земляки. Проте повстання було жорстоко придушене. При виїзді з Тетієва в сторону Росішок була могила-пам'ятка учасникам гайдамацького руху, серед яких було 4 чоловіки з Михайлівки. Є згадка про гайдамачку Марію, яка хотіла побачитись з батьками, які жили в Михайлівці, але до загону не повернулася — була вбита біля Лісу, близько до села, шляхтичами.
Близько 1832 року поміщиком-ксьондзом Вікентієм Копчинським у Михайлівці закінчувався будуватись костьол, але будівництво не було завершене. Його завершили будувати пізніше, і храм став православним. Церква стояла на найвищому місці в селі висотою близько 20 метрів і її було видно з далекої відстані. Дана церква була розібрана в 1972 році.
Краєзнавець Похилевич наводить дані за 1864 рік, згідно з якими в селах Дзвеняче та Михайлівка проживало 1542 чоловіки, з них іноземців, — 13 чоловік.
Всього землі було у пана 3181 десятина, церковної землі було — 37 десятин. Володів селами пан Котович, який продав княгині Друцькій-Соколінській Ользі Олександрівні, частину землі вона віддала в оренду заводчику Гальперіну за 24 тисячі карбованців на рік, залишивши собі панське дворище, лісові угіддя (Козлів ліс), 58 десятин, Княжий ліс (Горанський ліс) — 30 десятин, Дубину — 170 десятин. Весною 1919 року панську землю було розділено.
У 1919 році у війні брали участь і жителі з Михайлівки. В серпні 1920 року по селах утворювались комітети незаможних селян. Першим Михайлівським головою цього комітету став Климюк Семен Микитович. Організовували лікнепи. Її активними учасниками були: Шокало Макар Семенович, Білобродський Антон Корнійович, Борисик Микола Власович.
В 1927–1930 роках відбувалось розкуркулення заможних селян трударів. В Михайлівці розкуркулили Микитка Івана Олексійовича, його братів Маркіяна та Мефодія, братів Максима і Йосипа Моторних, Моторного Гната Павловича та інших. У період передвоєнних репресій постраждали Зарецький Іван Феоктистовнч, Шокало Гнат Стратійович, Ковальчук Юхим Михайлович, Рижак Іван Йосипович, Муль Семен Власович, Хоменко Антон Мокійович, Микитюк Юхим Іванович та інші.
Перший трактор в Михайлівці появився в 1928 року під назвою «Гудзон».
В 1930 року у селі було два колгоспи: колгосп «Жовтень», у який входили бідняки і керував ним Климюк Гнат Микитович; колгосп «Перемога», у який входили заможніші селяни, але вони були об'єднані протягом сезону в один колгосп «Жовтень» на чолі з Климюком Г. М., який до цього був головою сільської ради, а потім головою Михайлівського споживчого товариства. На хуторі Червоний Кут (тепер Перше Травня), що на Деркачі, головою артілі «Перше Травня» був Білоус Яків Корнійович.
В 30-х роках за рахунок зерна селян, що здавали по пів пуда було збудовано чотирьохрічну школу, яка діяла до 1968 року.
Жертвами, голодомору 1932–1933 років стати 413 мешканців Михайлівки. У 1990 році було встановлено на місцевому кладовищі Пам'ятний Знак жертвам голодомору.
Перед війною головою колгоспу «Жовтень» був Кругляк Степан Тарасович, який замучений німцями, а головою сільської ради — Попляс Юхим Власович.
16 липня 1941 року Тетіївщину, у тому числі і наше село, було окуповано німцями. До Німеччини вивезено близько 20 наших односельчан. 1943 року в переддень Нового року село було визволено від окупантів. За роки Другої світової війни на різних фронтах загинуло 67 михайлівчан, а повернулося з війни 60 чоловік.
Після війни головою колгоспу «Жовтень» був Юрченко Карпо Степанович (до 1948 року). З 1948 по 1970 роки господарство очолив Климюк Семен Микитович. Потім з листопада 1970 по 1974 рік його очолював Микитюк Олександр Іванович. В 1974 році, після об'єднання колгоспу «Жовтень» с. Михайлівка і колгоспу «ім. Свердлова» село Дзвеняче в колгосп «Дружба», який очолив Фурман Василь Степанович і працював в ньому до 1983 року. З червня 1983 року по березень 1990 року Гавлюк Іван Михайлович. З 1991 року колгосп «Дружба» розділився, і в Михайлівці відтворився колгосп «Жовтень», який очолив Пономаренко Сергій Миколайович. З 1992 року його очолив знову Гавлюк Іван Михайлович, що було пізніше реформовано в СФГ «Михайлівка». З 2003 по 2006 рік головою СФГ була Гавлюк Юлія Михайлівна. У 2006 році було утворено ПП «Михайлівській лан», яким керує Шумко Анатолій Костянтиновича.

## Населення
Станом на 2012 рік в селі Михайлівка налічується 182 двори, з них багатодітних 4, одиноких пристарілих 8, учасників бойових дій 2. Кількість населення становить 321 чоловік. За віком: до 28 років 106 чоловік, від 29 до 39 років — 50 чоловік, від 40 до 49 років — 30 чоловік, від 50 до 60 років — 37 чоловік, понад 60 років — 98 чоловік. За статтю: чоловіків — 150 осіб, жінок — 171 осіб, пенсіонерів — 136 чоловік.

## Інфраструктура

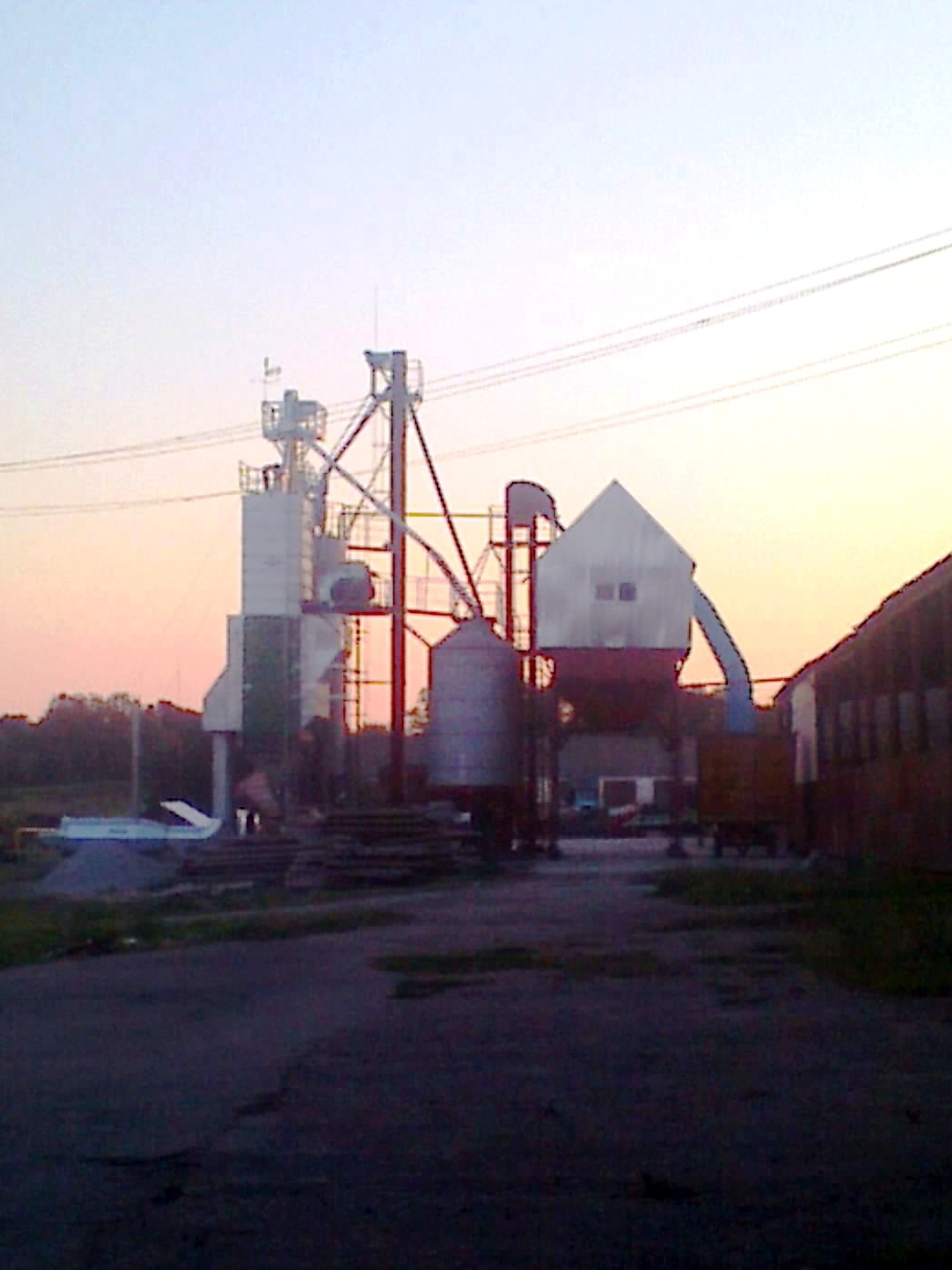
Сушарка ПП «Михайлівський лан»

Михайлівка знаходиться на відстані 9 км від районного центру. Село має зручне транспортне сполучення з Києвом (щоденні рейсові автобуси).
Населення утримує в своїх підсобних господарствах ВРХ, свині, птицю. Всього працюючих 57 чоловік. 19 осіб працює в соціальній сфері. 37 в ПП «Михайлівський лан» і один приватний підприємець.
На території сільської ради розміщені такі об'єкти соціальної сфери: сільська рада, будинок культури, бібліотека, фельдшерський пункт. Також розміщені два сільськогосподарські підприємства, які спеціалізуються па вирощуванні сільськогосподарських культур, тваринництва (свиней), де досягнуто високих результатів. Дві торговельні точки здійснюють торгівлю продуктовими та промисловими товарами.
Перспективами розвитку населеного пункту є розширення інфраструктури, збільшення кількості робочих місць за рахунок розвитку переробної галузі, виготовлення продуктів кінцевого споживання та за рахунок само зайнятості населення. Газифіковано 97 житлових будинків за рахунок коштів населення. Підвід газопроводу середнього тиску до села був здійснений за рахунок коштів державного бюджету.

## Політичне життя
В повоєнні роки на посаді голови сільської ради працювали: Ковальчук Данило Петрович (при ньому об'єдналися два села Дзвеняче та Михайлівка в одну сільську раду — Дзвеняцьку); Жакін Василь Тихонович; Ставнійчук Андрій Панасович; Юрчук Іван Максимович;Марчук Петро Пилипович; Кичань Петро Іванович;Миколюк Іван Іванович; Пастух Микола Максимович (при його головуванні від Дзвеняцької сільської ради відокремилося село Михайлівка і утворилася Михайлівська сільська рада, головою якої був обраний Шевчук Іван Захарович; з 1998 і до тепер сільським головою є Руденко Володимир Йосипович.
На території сільської ради 12 виборчих округів. Сім чоловік входять до складу виконавчого комітету сільської ради. В Михайлівці була ветеранська організація на чолі з головою Тисячним Миколою Микитовичем та осередки політичних партій: СНУ, НУ, НП, УНП.

## Відомі люди
За доблесну працю у селі нагороджені високими нагородами: орденом Леніна — Кріт Зінаїда Радіонівна та Фурман Василь Степанович; орденом Трудового Червоного Прапора — Шафранськин Олексій Тихонович, Попляс Григорій Юхимович; орденом Жовтневої революції — Липова Ольга Аврамівна; орденом Трудової Слави — Кріт Зінаїда Родіонівна та Титорук Василь Іванович.
Михайлівка славиться не тільки селянами-трудівниками, але й людьми, яким близька культура. Це художники Ковальчук Петро Федорович, Аврамчук Микола Максимович. Видатний поет, письменник, художник Кріт Василь Якович, також уродженець Михайлівки, який має багато видань, серед яких і книга «Історія рідного краю». Серед учителів прославилися Лищук Микола Лаврінович, Бурлака Кіндрат Микитович, Сорока Антон Лазарович, Ращинський Василь Митрофанович, Завадська Марія Петрівна, Підгайна Катерина Іванівна та багато інших людей, які віддали себе людям.
- Ткачук Анатолій Карпович — український художник.

## Галерея

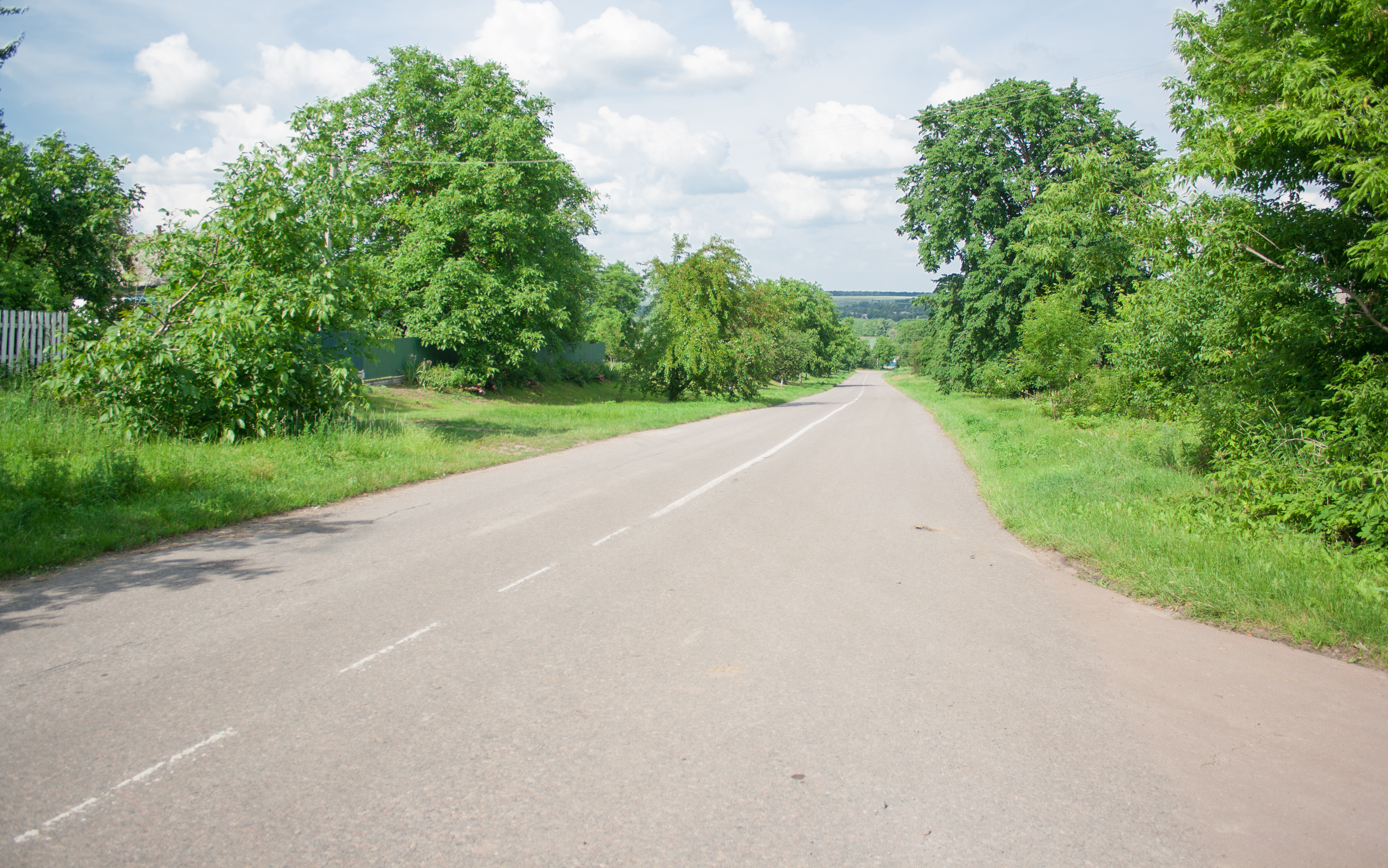
Вулиця Центральна
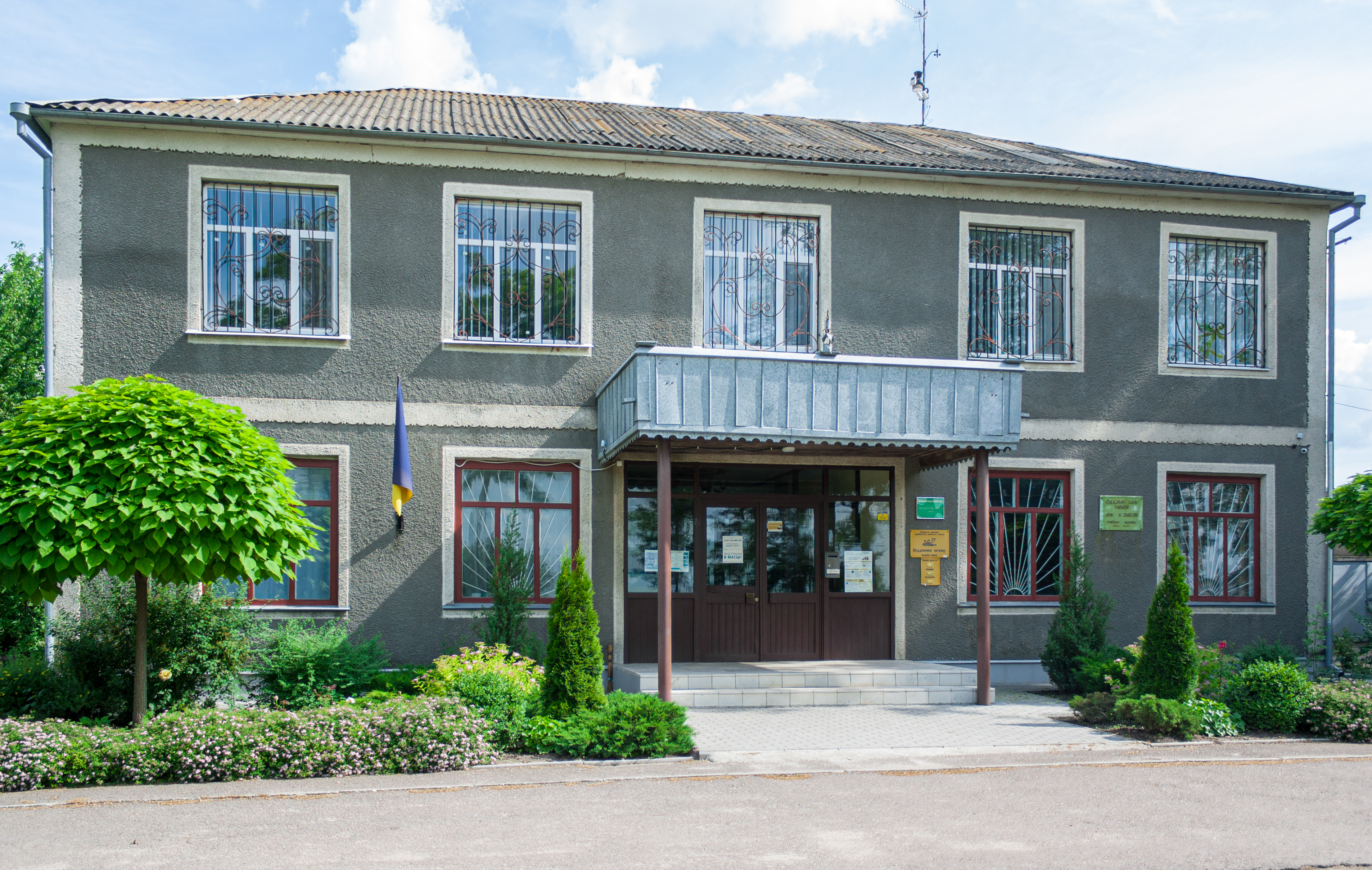
Сільська рада
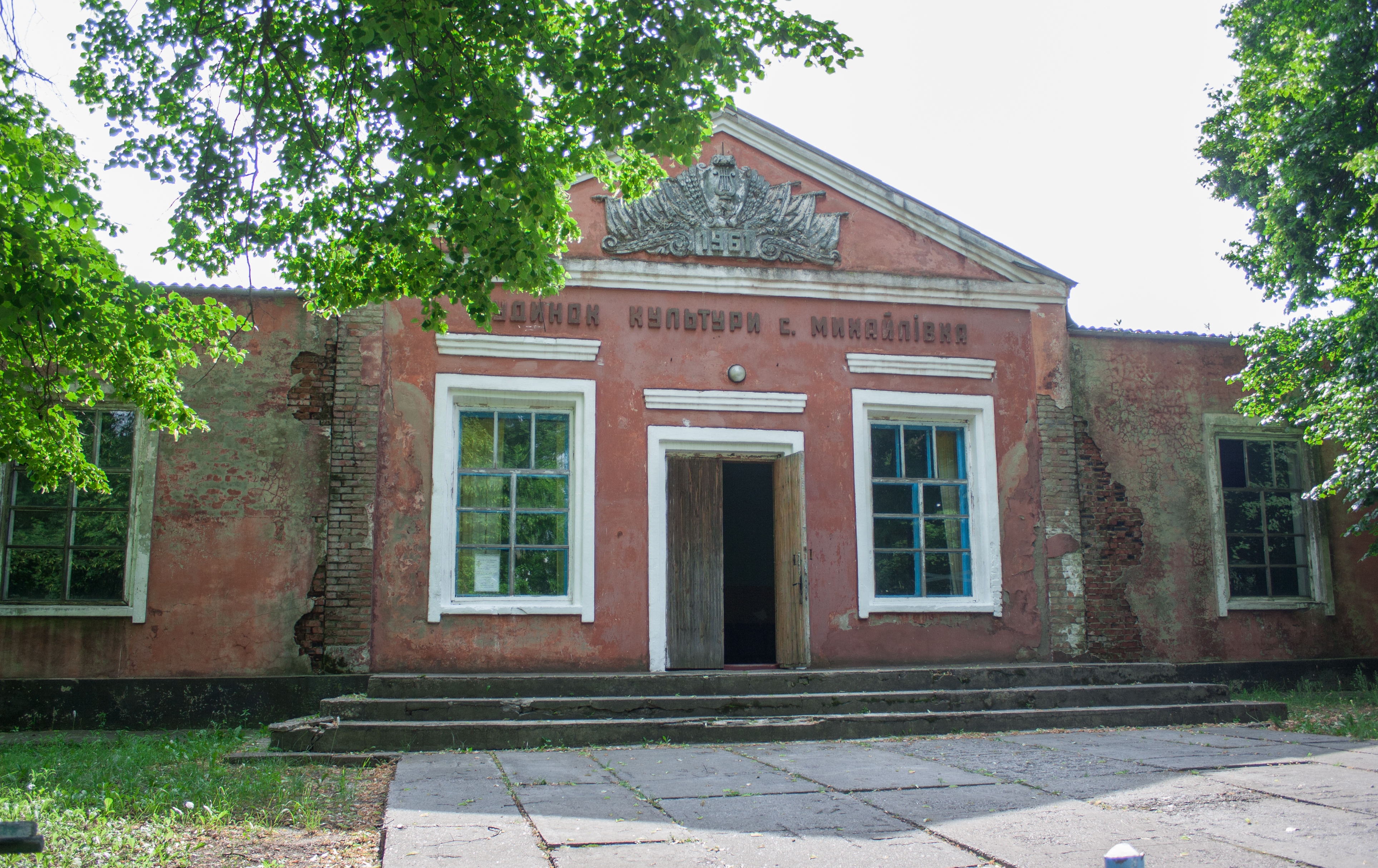
Будинок культури
Фельдшерський пункт
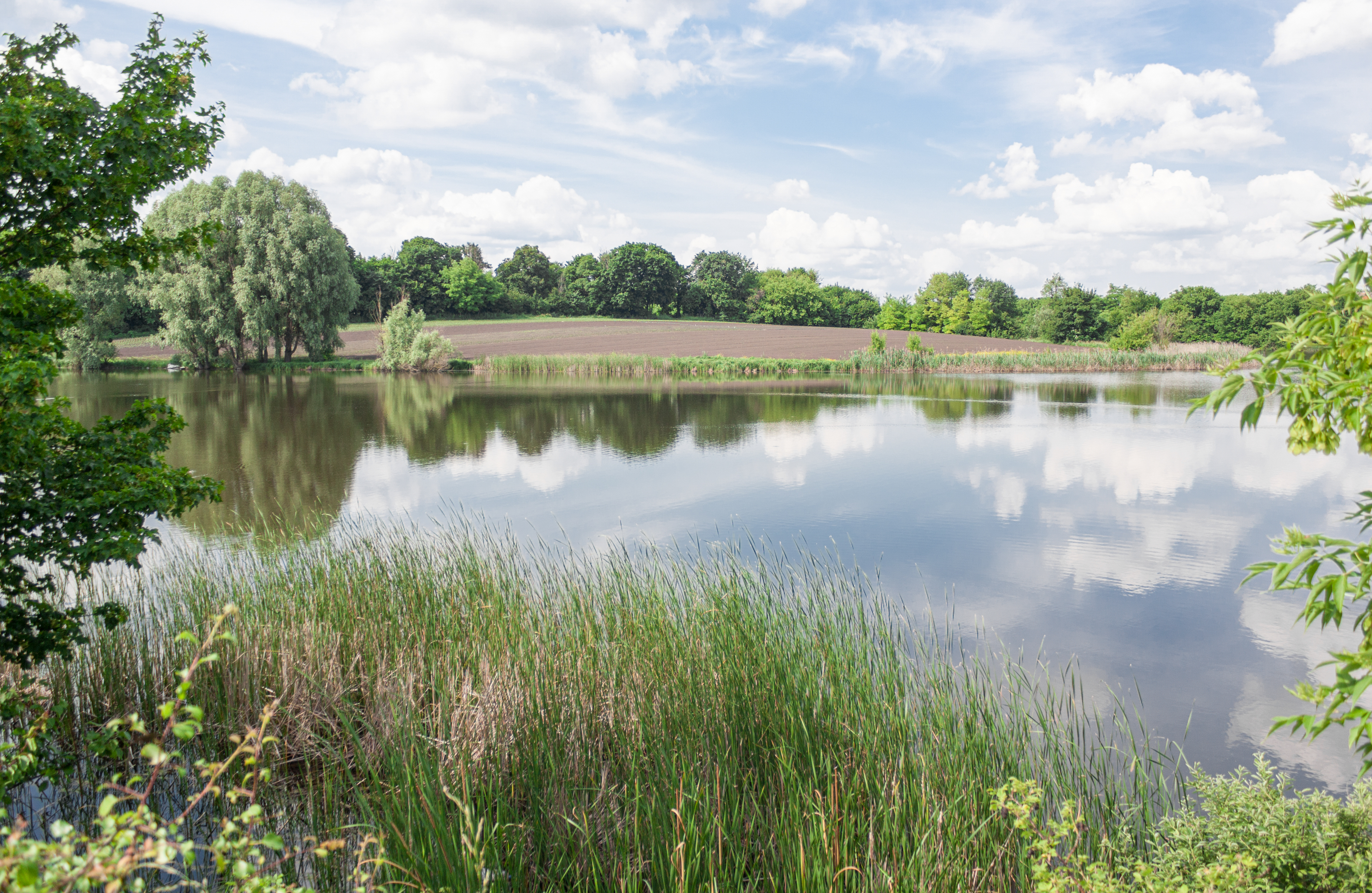
Ставок
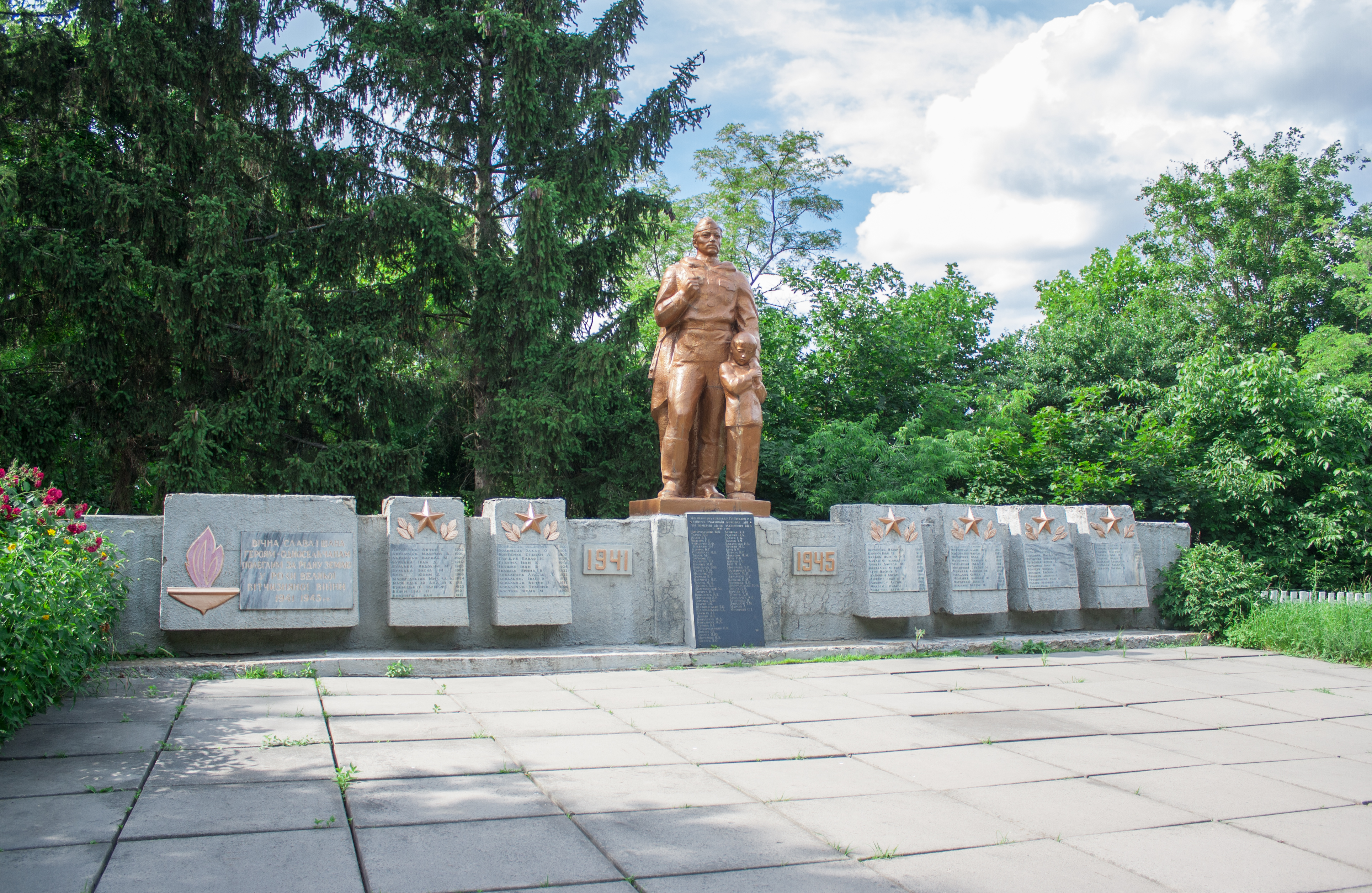
Пам'ятник воїнам-односельцям
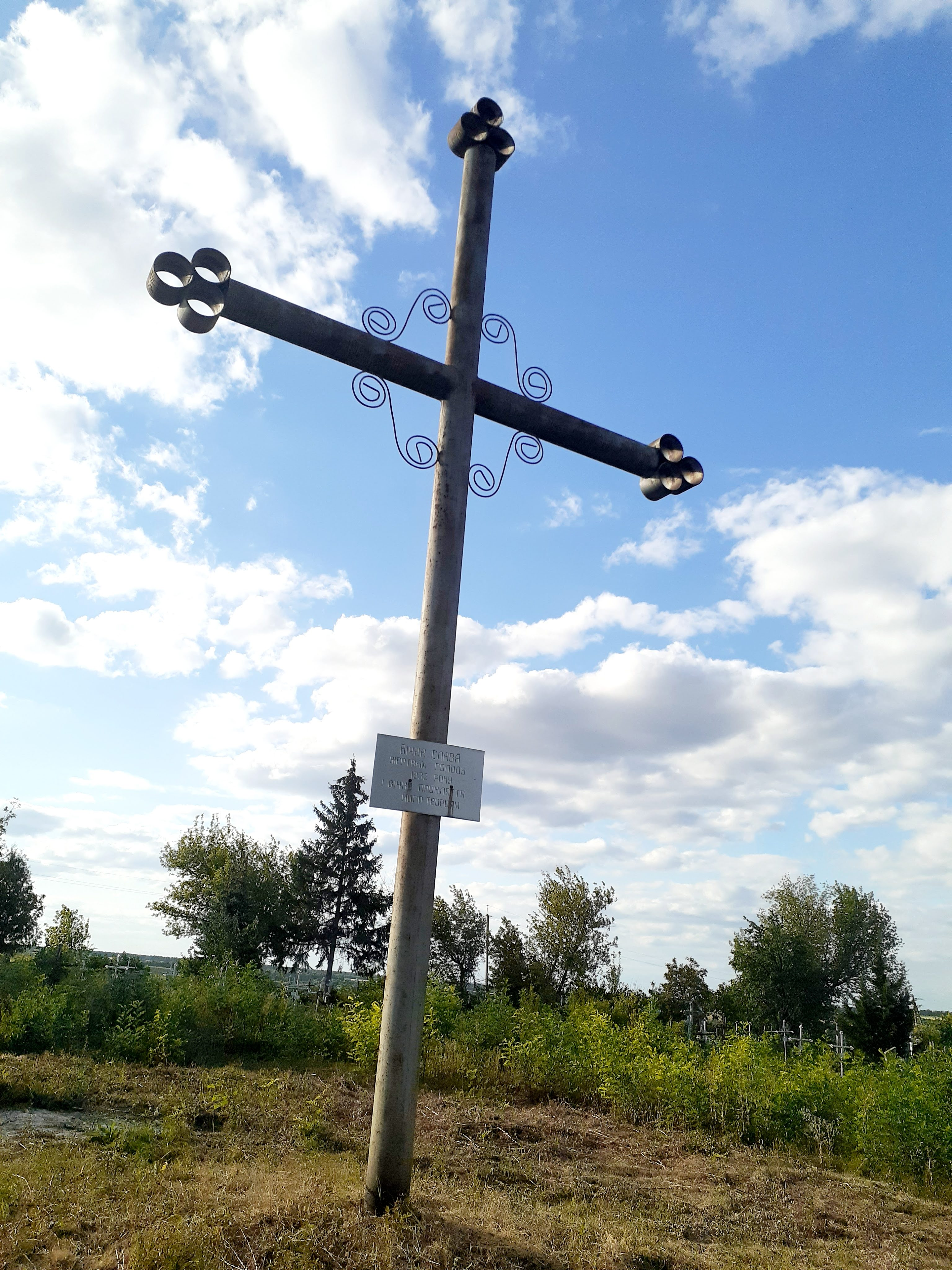
Пам'ятний знак жертвам Голодомору